# Medaile nezávislosti Malawi
Medaile nezávislosti Malawi (anglicky: Malawi Independence Medal) je pamětní medaile založená roku 1964 na paměť zisku nezávislosti Malawi.

## Historie a pravidla udílení
Medaile byla založena 30. června 1964 a její vznik schválila královna Alžběta II. Medaile vznikla na památku zisku nezávislosti Malawi. Udělena byla příslušníkům Malawských ozbrojených sil a policie, kteří byli ve službě dne 6. července 1964 a také dalším občanům Malawi a civilním úředníkům za poskytování mimořádných služeb veřejnosti.

## Popis medaile
Medaile má kulatý tvar a vyroben je z mědiniklu. Na přední straně je portrét královny Alžběty II. Na zadní straně je státní znak Malawi a nápis MALAWI INDEPENDENCE, 6TH JULY 1964.
Stuha medaile sestává ze tří stejně širokých pruhů v barvě zelené, červené a černé. Barevným provedením tak odpovídá vlajce republiky.